# Ceraticelus emertoni
Ceraticelus emertoni là một loài nhện trong họ Linyphiidae.
Loài này thuộc chi Ceraticelus. Ceraticelus emertoni được Octavius Pickard-Cambridge miêu tả năm 1874.